# Layla Al-Masri
Layla Al-Masri, née le 26 juin 1999 à Colorado Springs est une athlète américano-palestinienne spécialiste de la course de demi-fond et de la course de fond.

## Biographie
Layla Al-Masri étudie à l'Université du Colorado à Colorado Springs de 2017 à 2023, elle y étudie les Sciences biomédicales et se tourne vers une carrière d'échographe médicale. Elle adhère au club d'athlétisme de cette université, le UCCS Mountain Lions (en) et y court dans des compétitions de cross-country notamment. En mars 2023, elle commence à courir sous le drapeau palestinien et en juin 2023, elle remporte la médaille de bronze au 1500m lors des championnats panarabes d'athlétisme à Marrakech. En juillet 2023, elle termine en 6e position toujours au 1500m lors des championnats d'Asie d'athlétisme.
En 2024, elle bénéficie d'une invitation du comité international olympique pour représenter la Palestine lors de l'épreuve du 800 mètres aux jeux olympiques d'été à Paris